# Challenger de Nonthaburi IV 2024
El torneo Nonthaburi Challenger IV 2024 fue un torneo de tenis perteneció al ATP Challenger Tour 2024 en la categoría Challenger 100. Se trató de la 10ª edición; el torneo tuvo lugar en la ciudad de Nonthaburi (Tailandia), desde el 23 hasta el 29 de septiembre de 2024 sobre pista dura bajo techo de tierra batida al aire libre.

## Jugadores participantes del cuadro de individuales
| Preclasificado | País                      | Jugador             | Rank1 | Posición en el torneo |
| 1              | Bandera de Francia        | Arthur Cazaux       | 88    | Cuartos de final      |
| 2              | Bandera de Australia      | Adam Walton         | 94    | Cuartos de final      |
| 3              | Bandera de Canadá         | Gabriel Diallo      | 104   | Cuartos de final      |
| 4              | Bandera de Alemania       | Maximilian Marterer | 105   | Primera ronda         |
| 5              | Bandera vacío             | Aslan Karatsev      | 115   | Segunda ronda         |
| 6              | Bandera de Argentina      | Marco Trungelliti   | 138   | Primera ronda         |
| 7              | Bandera de Estados Unidos | Mitchell Krueger    | 140   | Segunda ronda         |
| 8              | Bandera de Hong Kong      | Coleman Wong        | 141   | Semifinales           |

- 1 Se ha tomado en cuenta el ranking del 16 de septiembre de 2024.

### Otros participantes
Los siguientes jugadores recibieron una invitación (wild card), por lo tanto ingresan directamente al cuadro principal (WC):
- Thanapet Chanta
- Kasidit Samrej
- Wishaya Trongcharoenchaikul

Los siguientes jugadores ingresan al cuadro principal tras disputar el cuadro clasificatorio (Q):
- Yurii Dzhavakian
- Mitsuki Wei Kang Leong
- Nam Ji-sung
- Yuta Shimizu
- Ilia Simakin
- Wu Tung-lin

## Campeones

### Individual Masculino
- Wu Tung-lin derrotó en la final a  Mackenzie McDonald por 6–3, 7–6(4)

### Dobles Masculino
- Rithvik Choudary Bollipalli /  Arjun Kadhe contra  Blake Ellis /  Adam Walton